# قسم حومة الريفي (مقاطعة انديمشك)
قسم حومة الريفي (بالفارسية: دهستان حومه) هي قسم تقع في إيران في قسم. يقدر عدد سكانها بـ 15,494 نسمة .